# Paul Guignard
Paul Guignard (Ainay-le-Château, 10 de maig de 1876 - París, 15 de febrer de 1965) va ser un ciclista francès, professional des del 1894 fins al 1914 i després el 1921 amb 45 anys. Es va especialitzar en el mig fons, en què va aconseguir un Campionat del Món i quatre Campionats d'Europa.

## Palmarès
- 1894
  - 1r a la París-Besançon
- 1895
  - 1r a la París-Besançon
- 1898
  - 1r al Gran Premi d'Alger de velocitat
  - 1r al Gran Premi de Roanne
- 1903
  - 1r a la Gran Premi de París de mig fons
- 1905
  - Campió d'Europa de mig fons
  -  Campió de França de Mig fons
  - 1r al Gran Premi d'Anvers de mig fons
- 1906
  - Campió d'Europa de mig fons
  - 1r al Gran Premi de Berlín de mig fons
  - 1r al Gran Premi de Dresden de mig fons
  - 1r a la Roue d'Or de Berlín de mig fons
  - 1r a la Corona d'Or de Colònia de mig fons
- 1907
  - 1r al Gran Premi de Berlín de mig fons
  - 1r a la Roue d'Or de Berlín de mig fons
- 1908
  - 1r al Gran Premi de Berlín de mig fons
  - 1r al Gran Premi d'Europa de mig fons
  - 1r al Premi de Germania de mig fons
  - 1r al Gran Premi de Hannover de mig fons
  - 1r al Gran Premi de Saxe de mig fons
  - 1r a la Roue d'Or de Múnic de mig fons
  - 1r a la Roue d'Or de Stegitz de mig fons
- 1909
  - Campió d'Europa de mig fons
  - 1r al Gran Premi de Leipzig de mig fons
  - 1r al Gran Premi de Buffalo de mig fons
  - 1r a la Roue d'Or de Berlín de mig fons
- 1910
  - 1r al Gran Premi de Leipzig de mig fons
- 1911
  - 1r al Critèrium Internacional de mig fons de París
  - 1r al Gran Premi d'Anvers de mig fons
  - 1r al Gran Premi de Boulogne de mig fons
  - 1r a la Roue d'Or de Buffalo de mig fons
  - 1r al Premi Albert Champion de mig fons a París
  - 1r al Premi Hugh McLean de mig fons a París
  - 1r al Premi Auguste Stéphane de mig fons a París
  - 1r al Premi Charles Terront de mig fons a París
- 1912
  - Campió d'Europa de mig fons
  -  Campió de França de Mig fons
- 1913
  -  Campió del Món de Mig fons
  -  Campió de França de Mig fons
  - 1r al Critèrium Internacional de mig fons de París
  - 1r a la Roue d'Or de Berlín de mig fons
  - 1r a la Roue d'Or de Brussel·les de mig fons
  - 1r al Premi Jimmy Michaël de mig fons a París
  - 1r al Premi Albert Champion de mig fons a París
  - 1r al Premi Charles Miller de mig fons a París
- 1914
  -  Campió de França de Mig fons
  - 1r al Gran Premi de la Indústria del diamant d'Anvers de mig fons